# ماسیمو رانیری
ماسیمو رانیری (انگلیسی: Massimo Ranieri؛ زادهٔ ۳ مهٔ ۱۹۵۱) یک خواننده و بازیگر اهل ایتالیا است. وی از سال ۱۹۶۴ میلادی تاکنون مشغول فعالیت بوده‌است.
وی در مسابقات آواز یوروویژن یوروویژن ۱۹۷۱ و یوروویژن ۱۹۷۳ به نمایندگی کشور ایتالیا شرکت کرده‌است.
از فیلم‌هایی که وی در آن‌ها نقش داشته‌است، می‌توان به دخترخاله، زیباترین زوج جهان، شوق مرگ، نجیب و پاکدامن و مشکل پُردردسر اشاره نمود.